# وادي مأسل
وادي ماسل، منطقة اشتهرت بوجود عدد من النقوش الأثرية التاريخية المؤرخة لفترة ما قبل الإسلام  بالإضافة إلى آثار لمناجم الحجر الصابوني. يقع الوادي بالقرب من مدينة الدوادمي وسط المملكة العربية السعودية.

## الموقع
يقع وادي مأسل على بعد 50 كم إلى الجنوب الشرقي من بلدة الدوادمي٬ وهو يبعد عن مدينة الرياض 383 كم، ويقع وادي مأسل في منطقة صحراوية رعوية تعد موطنًا للقبائل العربية منذ أزمنة موغلة في القدم.

## التاريخ
ولم يعثر على مستوطنة في تلك النواحي، وإنما عثر على عدد من النقوش محزوزة على واجهات جبل مأسل الذي يقع على بعد 62 كم إلى الجنوب من بلدة الدوادمي٬ ومنها نقشان كبيران يتحدث محتواهما عن فترة تاريخية مهمة في تاريخ الجزيرة العربية السابق لظهور الإسلام، إنها فترة الصراعات السياسية خلال القرن السادس الميلادي٬ التي تخللها استيلاء الأحباش على جنوب الجزيرة العربية٬ واشتعال الحرب القبلية في شبه الجزيرة العربية٬ وبخاصة في وسطها وشمالي الوسط، فالموقع يعد من المواقع المهمة في تاريخ الجزيرة العربية.

## وصف الرحالة
بعد معاينة المكان وما يحيط به من موارد مياه وأمكنة رعوية٬ ذكر هاري سنت جون فيلبي أن الموقع كان يشكل حاجزًا لمن يريد الدخول إلى وسط الجزيرة العربية من الجنوب٬ حيث إنه مستقر لبعض القبائل العربية التي كانت تحارب دونه. ويذكر فيلبي أنه علم بوجود بعض النقوش المحزوزة على واجهات جبل مأسل عن طريق الأمير عبد الله بن عبد الرحمن آل سعود عام 1367 هـ الموافق 1948م. أما أول من زار الموقع ونسخ بعض نقوشه فهو فؤاد حمزة الذي زاره في شهر يناير عام 1369 هـ الموافق 1950. وبعد أن اطلع فيلبي على الصور التي أحضرها فؤاد حمزة قرر أن يزور الموقع٬ وهو الشيء الذي تحقق له في عام 1369 هـ الموافق شهر مايو 1950.
ذكر فيلبي في تقريره المنشور أنه وجد نقشين طويلين٬ يحتوي أحدهما على عشرة أسطر٬ فيما يحتوي الثاني على تسعة أسطر٬ وإلى جانبهما وجد ستة عشر نقشًا صغيرًا محزوزة على صخور متناثرة في الجبل. وكان النقشان الكبيران يقعان في عرض الجبل ولا يمكن الوصول إليهما إلا بسلم كبير أو بحفر درج أو أن يتعلق الإنسان من الأعلى بحبل أو ارفعة. أما بقية النقوش فتوجد على عرض الجبل٬ وعلى صخور ساقطة ومتبعثرة٬ إضافة إلى وجودها على عدد من الصخور التي تقوم على رف يعلو صخورًا مقوسة. يذكر فيلبي أنه أرسل نسخة من النقوش إلى (ركمانز) في جامعة لوفان٬ لد ارستها د ارسة مفصلة متخصصة فأتم (ركمانز) المهمة ونشرها في مجلة ليموزيون (Le Museon). ولم يترك فيلبي النقشين الكبيرين٬ بل درسهما دراسة عاجلة فأرخ في ضوئها النقش الأول إلى زمن (أبو كرب أسعد وابنه حسان يهنعم) ذلك الزمن الواقع بين عام 400م وعام 415م٬ وذكر أنه يوثق لبناء قلعة في مأسل الجمح. وهذه الفترة هي فترة صراع دولة كندة في وسط الجزيرة العربية وبداية محاولات ملكها حجر بن عمرو آكل المرار الكندي إعادة سلطتها التي لم يلبث كثيرًا حتى أنجزها. أما النقش الآخر فأرخه بعام 516م٬ وهو التاريخ الذي يوافق عصر قوة دولة كندة في وسط الجزيرة العربية وبداية انتشارها تجاه بلاد الرافدين٬ حيث نجحت كندة بعد تسع سنوات في الاستيلاء على عرش الحيرة. وُذكر في هذين النقشين بعض القبائل المعروفة جيدًا مثل كندة وسعد وتغلب ومضر ومعدّ.، ويذكر أحمد حسين شرف الدين الذي زار الموقع سنة 1397هـ قائلاً:" وأهم ما يلفت نظر الداخل إلى الوادي نقشان مرتفعان على واجهة الجبل الأيسر قمت بنسحهما بمشقة لارتفاعهما، وقد سبق أن نشرهما المستشرق الدانماركي ريكمانز مترجمين في مجلته La Musion مرتين، الأولى في شباط من سنة 1952م، والثانية في كانون من سنة 1953م تحت رقم 509 و510، وترجمته: نقش ماسل الجمح كُتب بمناسبة مرور أسعد أبو كرب الملك الحميري المشهور من وادي ماسل في حربه مع مودم ولعلها "معدم" أي قبيلة معد.

## انظر ايضاً
- الدوادمي